# 李輝香
李輝香（1960年10月1日—），韩国女演员。曾榮獲1981年MBC小姐，並為MBC第14期公採藝人出身。

## 演出作品

### 電視劇
- 1982年：MBC《搜查班長（朝鲜语：수사반장）》飾演 女巡警
- 1986年：MBC《每片葉上的露水（朝鲜语：풀잎마다 이슬）》飾演 白尚熙
- 1987年：MBC《愛情與野望》飾演 崔在恩
- 1987年：MBC《明天與明天（朝鲜语：내일 또 내일 (드라마)）》飾演 可熙
- 1987年：MBC《末班車的客人們（朝鲜语：막차로 온 손님들 (드라마)）》
- 1988年：MBC《忘記明天（朝鲜语：내일 잊으리）》飾演 吳世英
- 1988年：MBC《那我們也不知道（朝鲜语：그것은 우리도 모른다）》飾演 朴恩珠
- 1988年：MBC《藍色季節（朝鲜语：푸른 계절）》飾演 勳兒的媽媽
- 1989年：MBC《朝鮮王朝五百年－破門（朝鲜语：파문 (드라마)）》飾演 孝懿王后
- 1989年：KBS《月光家族（朝鲜语：달빛가족）》飾演 趙世貞
- 1990年：KBS《王朝的歲月（朝鲜语：왕조의 세월）》飾演 李方子
- 1990年：KBS《野望的歲月（朝鲜语：야망의 세월）》飾演 Gelsomina／吳允熙
- 1992年：KBS《心愛的（朝鲜语：정든 님 (1992년 드라마)）》飾演 東熙
- 1993年：KBS《戀人（朝鲜语：연인 (1993년 드라마)）》飾演 洪燕熙
- 1994年：KBS《親吻你的臉頰》飾演 教授的妻子
- 1994年：MBC《野望（朝鲜语：야망 (드라마)）》飾演 金小士
- 1994年：KBS《女兒富家（朝鲜语：딸부잣집）》飾演 權一玲
- 1994年：MBC《綜合醫院（朝鲜语：종합병원 (드라마)）》飾演 金智苑
- 1995年：MBC《戀愛的基礎（朝鲜语：연애의 기초）》飾演 韓車淑
- 1996年：SBS《幸福的開始（朝鲜语：행복의 시작）》飾演 陳幼卿／陳熙淑
- 1996年：SBS《遇見（朝鲜语：만남 (1995년 드라마)）》飾演 柳康愛
- 1996年：KBS《Drama Game（朝鲜语：KBS 드라마게임）－爸爸與靈魂》飾演 媽媽
- 1997年：KBS《春逝（朝鲜语：봄날은 간다 (드라마)）》飾演 李嫣香
- 1998年：KBS《活在世上（朝鲜语：살다보면）》飾演 崔淑子
- 1998年：SBS《媽媽的女兒（朝鲜语：엄마의 딸）》飾演 賢愛
- 1999年：SBS《KAIST》飾演 李熙貞
- 1999年：KBS《有情（朝鲜语：유정 (드라마)）》飾演 金善英
- 2000年：SBS《我好想見你（朝鲜语：자꾸만 보고싶네）》飾演 朴慈英
- 2000年：MBC《秘密（朝鲜语：비밀 (2000년 드라마)）》飾演 尹明愛
- 2001年：SBS《美麗的日子（朝鲜语：아름다운 날들）》飾演 梁慶熙／梁美美
- 2001年：SBS《女人天下》飾演 張岱寅
- 2001年：KBS《為什麼女人？（朝鲜语：여자는 왜?）》飾演 李輝香
- 2002年：MBC《陽光情人夢（朝鲜语：그 햇살이 나에게）》飾演 尹女士
- 2003年：SBS《天國的階梯》飾演 邰美蘿
- 2003年：KBS《薔薇（朝鲜语：찔레꽃 (드라마)）》飾演 安成熙
- 2004年：MBC《愛爾蘭》飾演 金富子
- 2004年：KBS《九尾狐外傳》飾演 申首長
- 2005年：SBS《春日》飾演 吳慧琳
- 2005年：SBS《珍珠耳環（朝鲜语：진주 귀걸이）》
- 2007年：MBC《阿峴洞夫人》飾演 成美淑
- 2008年：SBS《幸福》飾演 李世英
- 2008年：SBS《純潔的你（朝鲜语：순결한 당신）》飾演 尹順熙
- 2009年：SBS《愛你千萬次》飾演 孫香淑
- 2010年：KBS《嫁給我吧》飾演 宋仁善
- 2011年：SBS《我的愛在我身邊》飾演 裴靜慈
- 2011年：MBC《光與影》飾演 宋美珍
- 2011年：MBN《來了來了終於來了》飾演 吳世雅
- 2012年：SBS《拜託了，機長》飾演 楊美惠
- 2012年：MBC《吳子龍走吧》飾演 李紀子[註 1]
- 2013年：SBS《兩個女人的房間》飾演 呂玉善
- 2013年：MBC《閃耀的羅曼史》飾演 金愛淑
- 2014年：SBS《只屬於我的你》飾演 張英淑
- 2015年：SBS《誕生吧！家族》飾演 金正淑
- 2015年：KBS《守護家族》飾演 福秀子
- 2015年：MBC《心情好又暖》飾演 白世英
- 2016年：MBC《結婚契約》飾演 吳美蘭
- 2016年：MBC《吹吧，美風啊》飾演 馬清子
- 2017年：KBS《我男人的秘密》飾演 魏善愛
- 2018年：MBC《瘋了，因為你！》（特別演出）
- 2018年：MBC《與神的約定》飾演 許恩淑
- 2020年：tvN《Memorist》飾演 黃畢善
- 2021年：KBS《紳士與小姐》飾演 李紀慈[註 1]
- 2022年：KBS 《黄金面具》飾演 高美淑
- 2023年：KBS《孝心的家各自為生》飾演 陳淑香

### 電影
- 2006年：《錯失愛情（朝鲜语：사랑을 놓치다）》飾演 妍秀的母親
- 2007年：《愛情（朝鲜语：사랑 (2007년 영화)）》飾演 尚禹的母親（特別演出）
- 2007年：《他，遇見愛（朝鲜语：허밍）》（友情演出）
- 2008年：《西洋骨董洋菓子店（朝鲜语：서양골동양과자점 앤티크）》飾演 白鬍子的同居女
- 2009年：《五感圖》飾演 靜河的母親
- 2009年：《小石子的夢（朝鲜语：돌멩이의 꿈）》（特別演出）
- 2013年：《結束和開始（朝鲜语：끝과 시작）》飾演 靜河的母親（特別演出）
- 2014年：《兄弟情（朝鲜语：좋은 친구들 (2014년 영화)）》飾演 賢太的母親

## 獎項
| 年度   | 頒獎典禮           | 獎項                       | 作品         | 結果 |
| 1985年 | 第3屆全國演劇節    | 女子演技賞                 | 大地的女兒   | 獲獎 |
| 1988年 | MBC演技大賞        | 女子優秀演技賞             | 忘記明天     | 獲獎 |
| 1990年 | KBS演技大賞        | 女子最優秀演技賞           | 野望的歲月   | 獲獎 |
| 1991年 | 第27屆百想藝術大賞 | TV部門女子最優秀演技賞     | 野望的歲月   | 獲獎 |
| 1996年 | SBS演技大賞        | 最優秀女子演技賞           | 幸福的開始   | 獲獎 |
| 1999年 | KBS演技大賞        | 女子最優秀演技賞           | 有情         | 獲獎 |
| 2009年 | SBS演技大賞        | 連續劇部門女子配角賞       | 愛你千萬次   | 獲獎 |
| 2016年 | MBC演技大賞        | 特別企劃部門女子黃金演技獎 | 結婚契約     | 獲獎 |
| 2017年 | KBS演技大賞        | 日日劇部門女子優秀演技賞   | 我男人的秘密 | 提名 |
| 2018年 | MBC演技大賞        | 週末特別企劃部門配角賞     | 與神的約定   | 提名 |

## 外部連結
- NAVER （页面存档备份，存于）